# Grandlup-et-Fay
 Grandlup-et-Fay  là một xã ở tỉnh Aisne, vùng Hauts-de-France thuộc miền bắc nước Pháp.